# Bräntkläppen
Bräntkläppen är ett naturreservat i Vindelns kommun i Västerbottens län.
Området är naturskyddat sedan 2013 och är 25 hektar stort.. Reservatet består av myrmark och barrskog med gran och tall.